# Hesperaloe chiangii
Hesperaloe chiangii är en sparrisväxtart som först beskrevs av G.D.Starr, och fick sitt nu gällande namn av Billie Lee Turner. Hesperaloe chiangii ingår i släktet Hesperaloe och familjen sparrisväxter. Inga underarter finns listade i Catalogue of Life.

## Bildgalleri

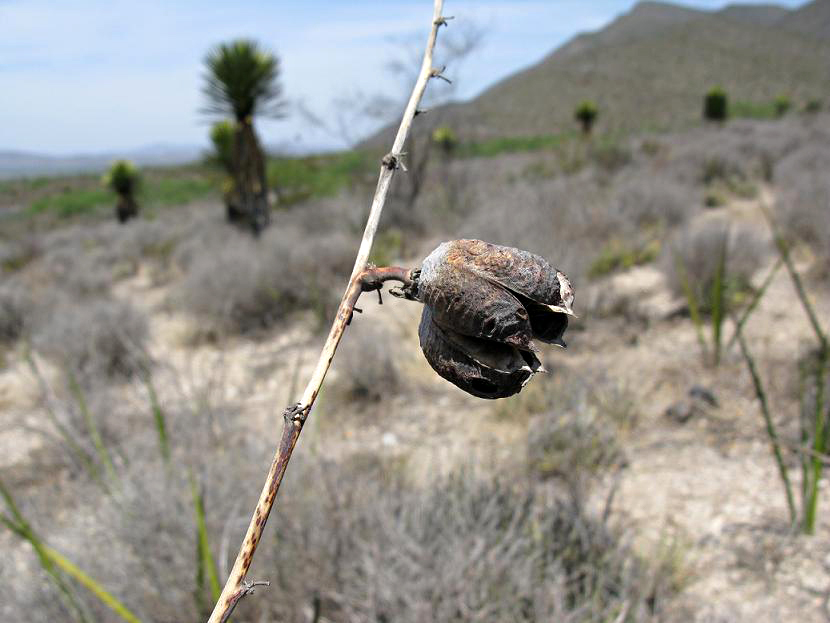
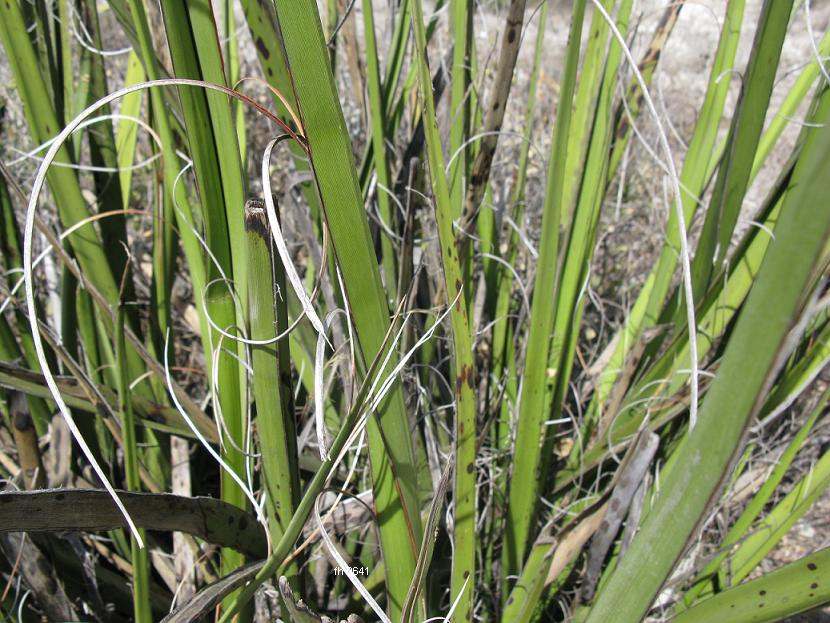
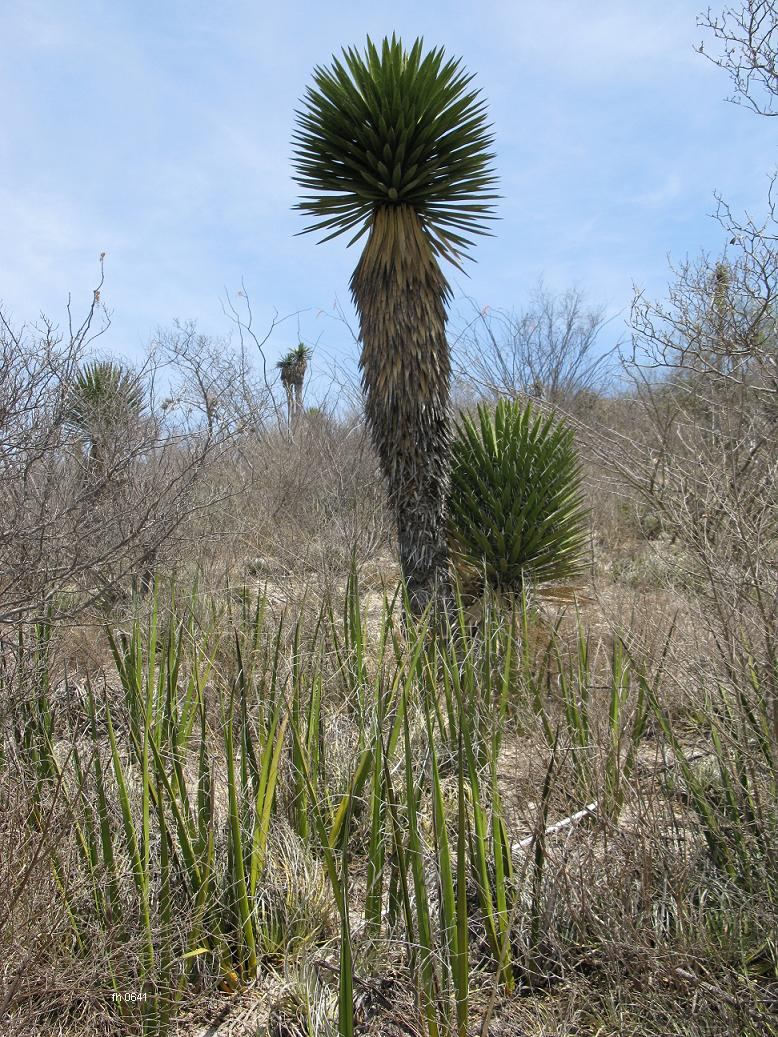